# Чака (цар Болгарії)
Чака (Джека, Джукі, болг. Чака; ?—1301) — болгарський цар у 1299–1300 роках. Син беклярбека Золотої Орди Ногая та його дружини Алаки.

## Біографія
Після 1285 року Чака одружився з Оленою, дочкою болгарського царя Георгія I Тертера.
1299 року під час тривалої боротьби за владу в Золотій Орді війська хана Токти здобули перемогу над силами беклярбека Ногая. Сам Ногай був убитий, однак його синам удалось втекти. Найбільшу небезпеку для ханської влади в Орді являв старший син Ногая Чака. Передусім, повернувшись до володінь батька, той навів у них лад, розправившись із повсталими тисячниками, які відкололись від Ногая, звільнив свого полоненого брата Теке. Однак, невдовзі сам же убив свого брата разом з однією з дружин Ногая Яйлак-хатун, матір'ю Теке, які умовляли Чаку визнати владу Токти. Убивство брата налаштувало проти нього багатьох воєначальників, двоє з яких — Таз, зять Ногая, і Тунгуз — підбурили війська та відкрито виступили проти Чаки.
Чака був змушений з невеликим військовим загоном тікати на Північний Кавказ, де розміщувались віддані йому війська. Окрім того, війська Чаки значно доповнили й загони найманців-ясів (осетин). Відновивши сили, він виступив проти заколотників та розбив їх. Повстанці нойони з рештками військ утекли до хана Токти.
Усунувши у володіннях батька заколотників, Чака не став на цьому зупинятись й наприкінці 1299 з невеликим військом вторгся до Болгарії. У цьому поході брав участь і Феодор Святослав Тертер, брат його дружини. У цей час у Болгарії помер (імовірно, що був убитий у бою чи за наказом Чаки) цар Смілець, та номінально влада перейшла до сина останнього Івана Смільця. Феодор Святослав зумів підкупити бояр, зрештою вдова Смільця та її син Іван Смілець утекли з Тирново до Крина, а потім до Візантії. Чака став правителем Болгарії, але невдовзі, до початку 1301 року, був скинутий Федором Святославом та ув'язнений.
Хан Токта, переслідуючи нащадків беклярбека Ногая, прийшов із військом до Болгарії. Феодор Святослав, виявивши покірність, замовив стратити Чаку й видав Токті його голову, після чого війська Токти залишили Болгарію.

## Родина
Достовірно не відомо, чи були у Чаки діти від його дружини Єлени. Однак, відомий принаймні один син Чаки:
- Кара-Кісек — керував після 1301 року частиною володінь, що раніше належали Ногаю.